# Pharmacology & Therapeutics
Pharmacology & Therapeutics (abrégé en Pharmacol. Ther.) est une revue scientifique à comité de lecture qui publie des articles de revue spécialisés dans tous les aspects de la recherche concernant la pharmacologie.
D'après le Journal Citation Reports, le facteur d'impact de ce journal était de 9,723 en 2014. Actuellement, la direction de publication est assurée par S. J. Enna (Université du Kansas, États-Unis).

## Histoire
Le journal est issu de la réunion de trois titres :
- Pharmacology & Therapeutics. Part A: Chemotherapy, Toxicology and Metabolic Inhibitors, 1976-1978  (ISSN 0362-5478)[3]
- Pharmacology & Therapeutics. Part B: General and Systematic Pharmacology, 1975-1978  (ISSN 0306-039X)[4]
- Pharmacology & therapeutics. Part C, Clinical pharmacology and therapeutics, 1976-1978  (ISSN 0362-5486)